# USS Eldridge (DE-173)
O USS Eldridge foi um contratorpedeiro de escolta operado pela Marinha dos Estados Unidos e a vigésima sétima embarcação da Classe Cannon. Sua construção começou em fevereiro de 1943 nos estaleiros da Federal Shipbuilding and Drydock Company e foi lançado ao mar em julho do mesmo ano, sendo comissionado em agosto. Era armado com uma bateria antiaérea de canhões de 76, 40 e 20 milímetros mais três tubos de torpedo de 533 milímetros, tinha um deslocamento carregado de mais de mil toneladas e alcançava uma velocidade máxima de 21 nós.

## História
Entre 4 de janeiro de 1944 e 9 de maio de 1945, Eldridge navegou na tarefa vital de escoltar até o Mar Mediterrâneo homens e materiais em apoio às operações aliadas no Norte de África e no Sul da Europa. Fez nove viagens de escolta entre Casablanca, Bizerta, e Orã.
Eldridge partiu de Nova Iorque em 28 de maio de 1945 para prestar serviço no Oceano Pacífico. No caminho para Saipan, em julho, fez contato com um objeto submerso e imediatamente atacou, mas não houve resultados observáveis. Chegou em Okinawa em 7 de agosto para missões de escolta e patrulha local, e com o fim das hostilidades, uma semana depois, continuou realizando tarefas de escolta nas rotas entre Saipan-Ulithi-Okinawa até novembro. Eldridge foi colocado em reserva em 17 de junho de 1946.
Em 15 de janeiro de 1951, foi transferido no âmbito do programa de assistência e defesa mútua à Grécia, onde serviu como HS Leon (D-54). Eldridge foi dado baixa da Marinha da Grécia em 5 de novembro de 1992, e em 11 de novembro de 1999, foi vendido como sucata para a empresa sediada em Pireu, V&J Scrapmetal Trading Ltd.
O USS Eldridge supostamente esteve envolvido no projeto naval militar que ficou conhecido como Experimento Filadélfia, realizado no Estaleiro Naval da Filadélfia, Pensilvânia, Estados Unidos, em outubro de 1943, no qual o navio teria ficado invisível aos observadores por um breve período.